# Klaus Sack
Klaus Sack (* 27. Januar 1950 in Groß Lindow) ist ein ehemaliger deutscher Fußballspieler. Von 1968 bis 1985 spielte er in Eisenhüttenstadt und Cottbus Zweitligafußball im DDR-Spielbetrieb. 

## Sportliche Laufbahn
Mit zehn Jahren begann Klaus Sack 1960 bei der landwirtschaftlichen Betriebssportgemeinschaft (BSG) Traktor Groß Lindow organisiert Fußball zu spielen. 1966 schloss er sich als 16-Jähriger der benachbarten BSG Stahl Eisenhüttenstadt an, wo er in der Saison 1968/69 sein erstes Spiel in der zweitklassigen DDR-Liga bestritt. Damit hatte er auch Anteil am Aufstieg der BSG Stahl in die DDR-Oberliga, kam dort in der Spielzeit 1969/70 aber nicht zum Einsatz. Stattdessen wurde er in der 2. Mannschaft in sechs Spielen der DDR-Liga aufgeboten. 
Im November 1969 wurde Sack zum Wehrdienst in die Nationale Volksarmee eingezogen und wurde zur Armeesportgemeinschaft Vorwärts Cottbus abgestellt, wo er weiterhin Fußball in der DDR-Liga spielen konnte. Bis zum Saisonende 1969/70 kam Sack noch in 16 weiteren Ligaspielen zum Einsatz und kam dreimal zum Torerfolg. In den folgenden beiden Spielzeiten gehörte er mit 45 Einsätzen bei insgesamt 48 Ligaspielen und zwei Toren zum Spielerstamm der ASG. 1972/73 bestritt Sack für Vorwärts Cottbus noch alle 13 Spiele der Hinrunde, wurde danach aus der Armee entlassen und kehrte zu Stahl Eisenhüttenstadt zurück. 
Die Eisenhüttenstädter spielten inzwischen wieder in der DDR-Liga, und Sack wurde bis zum Ende der Saison noch in weiteren acht DDR-Liga-Spielen aufgeboten. Anschließend war er für elf Spielzeiten in der Abwehr Stammspieler in Eisenhüttenstadt. Von 1973/74 bis 1983/84 bestritt er 218 der in diesem Zeitraum ausgetragenen 242 Ligaspiele und gehörte ab 1977 regelmäßig zu den Torschützen der BSG. Als die Saison 1984/85 begann, war Sack bereits 34 Jahre alt. Er wurde aber noch für die DDR-Liga-Mannschaft nominiert, kam aber in der DDR-Liga nur zweimal zum Einsatz. Nach dem Saisonende trat Klaus Sack als Fußballspieler im höheren Ligenbereich zurück, wo er 309 DDR-Ligaspiele absolviert und 20 Tore geschossen hatte. 
Bereits 1984 hatte er eine Laufbahn als Fußball-Übungsleiter begonnen und trainierte bis 1988 die Junioren-Mannschaft von Stahl Eisenhüttenstadt.